# إرنست موريتز أرندت
إرنست موريتز أرندت (بالألمانية: Ernst Moritz Arndt)‏ (و. 1769 – 1860 م) هو شاعر، وكاتب، وأستاذ جامعي، ومؤرخ، ألماني، توفي في بون، عن عمر يناهز 91 عاماً.

## مناصب
تولى منصب عضو برلمان فرانكفورت.

## التعليم
تعلم في جامعة غرايفسفالت.

## روابط خارجية
- إرنست موريتز أرندت على موقع الموسوعة البريطانية (الإنجليزية)
- إرنست موريتز أرندت على موقع ميوزك برينز (الإنجليزية)
- إرنست موريتز أرندت على موقع ديسكوغز (الإنجليزية)